# Muscle petit adducteur
Le muscle petit adducteur est un muscle du membre inférieur constitutif du muscle troisième adducteur.

## Description
Le muscle petit adducteur est constitué par le faisceau supérieur du muscle troisième adducteur. Il relie l'os coxal au fémur.

## Origine
Le muscle petit adducteur se fixe sur la partie moyenne du bord inférieur de la branche ischio-pubienne par une lame aponévrotique devant l'insertion et dans le prolongement du faisceau moyen du muscle troisième adducteur.

## Trajet
Le muscle petit adducteur descend en dehors en formant un corps triangulaire.

## Terminaison
Le muscle petit adducteur s'insère à l'arrière du fémur au niveau de la lèvre médiale de la partie supérieure de la ligne âpre.

## Innervation
Le muscle petit adducteur partage l'innervation avec le grand adducteur par le nerf obturateur.

## Variation
Chez 33 % des personnes, un muscle surnuméraire se trouve entre le muscle court adducteur et le muscle petit adducteur. Lorsqu'il est présent, ce muscle provient de la partie supérieure de la branche inférieure du pubis d'où il s'étend vers le bas et latéralement. Dans la moitié des cas, il s'insère sur la face antérieure de l'aponévrose d'insertion du petit adducteur. Dans les autres cas, il est inséré soit dans la partie supérieure de la ligne pectinée, soit dans la partie postérieure du petit trochanter. Bien que similaire à ses adducteurs voisins, il est formé par séparation de la couche superficielle de l'obturateur externe et n'est donc pas lié du point de vue embryologique aux adducteurs.